# Ojcowie integracji europejskiej

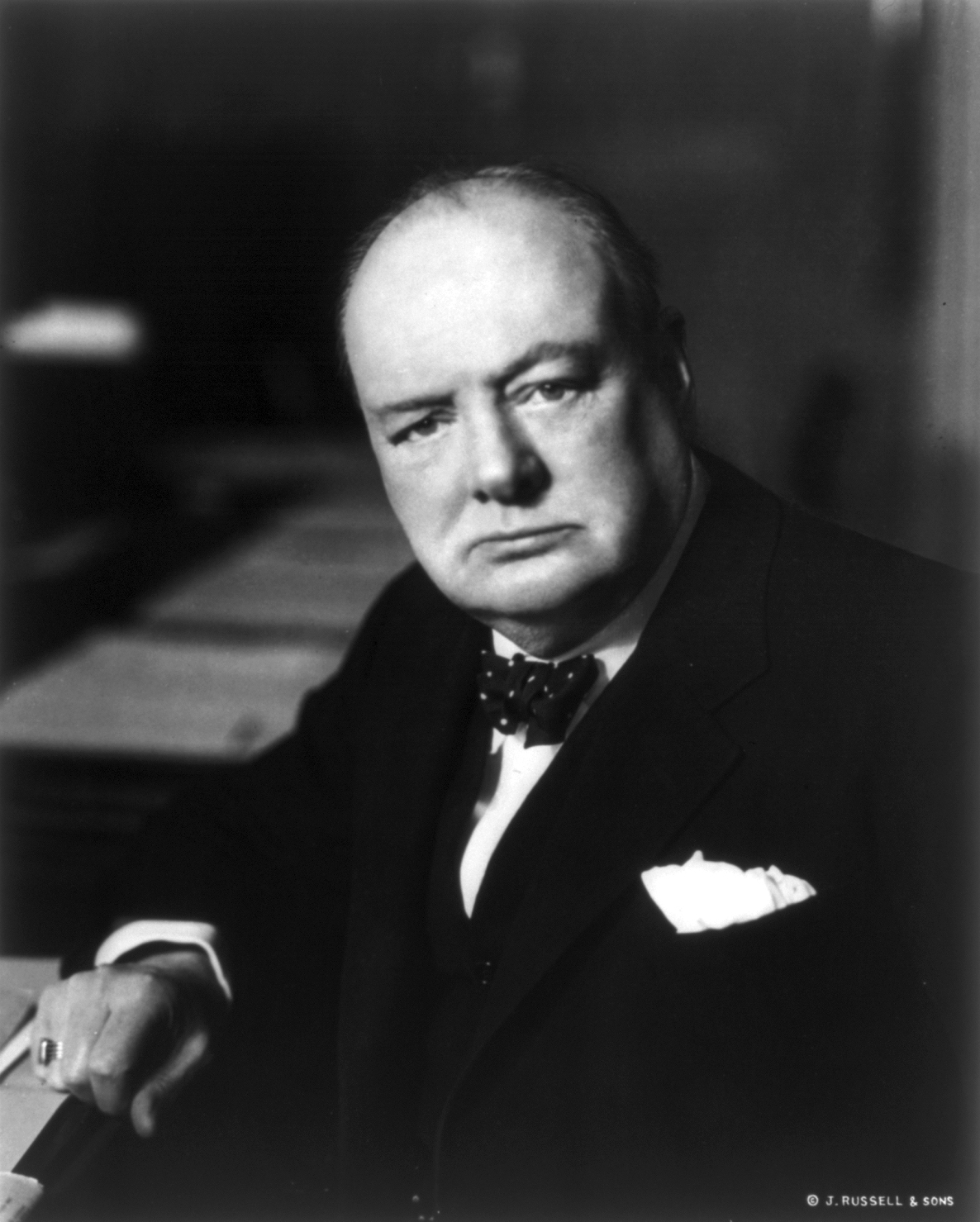
Winston Churchill, jeden z ojców integracji europejskiej

Ojcowie integracji europejskiej – osoby, które miały największy wpływ na powstanie Wspólnot europejskich, a zarazem bez których nie byłoby możliwe powstanie tej wspólnoty i późniejszej Unii Europejskiej. Nazywa się ich również ojcami współczesnej Europy.
W poczet ojców integracji europejskiej zalicza się jedenastu polityków.

## Lista ojców integracji europejskiej
- Konrad Adenauer
- Joseph Bech
- Johan Willem Beyen
- Winston Churchill
- Alcide De Gasperi
- Walter Hallstein
- Sicco Mansholt
- Jean Monnet
- Robert Schuman
- Paul-Henri Spaak
- Altiero Spinelli